# Anarawd ap Gruffydd
Anarawd ap Gruffydd (Gal·les ? – 1143) va ser un príncep de part de Deheubarth.

## Biografia
Anarawd va ser el fill gran de Gruffydd ap Rhys i, en la sobtada mort de son pare el 1137, passà a regir Deheubarth.
En l'any 1138, ell i el seu germà Cadell ap Gruffydd s'aliaren amb el príncep de Gwynedd, Owain Gwynedd i amb el germà d'aquest, Cadwaladr ap Gruffydd, per a assaltar el castell d'Aberteifi, aleshores en mans normandes. L'atac rebé el suport d'una flota vikinga, però s'assolí un pacte i s'aixecà el setge. Dos anys més tard Anarawd feu costat a Owain Gwynedd novament, en aquesta ocasió en la disputa amb l'Arquebisbe de Canterbury pel nomenament del bisbe de Bangor.
Desafortunadament, en l'any 1143 Anarawd fou occit a traïció pels homes de Cadwaladr, germà d'Owain. Hom sospità que Cadwaladr era darrere de l'ordre d'assassinat i això indignà Owain, ja que Anarawd havia estat un aliat clau, i estava a punt de casar-se amb la seva filla. Owain va enviar el seu fill Hywel ab Owain Gwynedd perquè, en càstig, confisqués les terres que Cadwaladr tenia a Ceredigion.

### Successió
Anarawd va ser succeït en el tron de Deheubarth pel seu germà Cadell.
El seu fill, Einion ab Anarawd, fou mort pel seu propi criat en l'any 1163, sembla que incitat per Roger de Clare, 3r Comte de Hertford.